# Luci Juni Pul·lus
Luci Juni Pul·lus (en llatí: Lucius Junius C. f. C. n. Pullus) va ser un magistrat romà del segle iii aC.
Va ser elegit cònsol l'any 249 aC juntament amb Publi Claudi Pulcre durant la Primera Guerra Púnica. La seva flota va ser destruïda per una gran tempesta, a causa, com es deia, d'haver ignorat uns auspicis desfavorables, i desesperat es va suïcidar.